# Alexandre Kantorow
Pour les articles homonymes, voir Kantorow.
Alexandre Kantorow, né le 20 mai 1997 à Clermont-Ferrand, est un pianiste français.
En juin 2019, il remporte  le premier prix et la médaille d'or au Concours international Tchaïkovski de piano à Moscou, lors de sa seizième édition. En février 2020, il reçoit une Victoire de la musique pour son enregistrement du Concerto pour piano no 5 en fa majeur, « L'Égyptien », de Saint-Saëns. Il est lauréat du prix Gilmore Artist Award 2024.

## Biographie

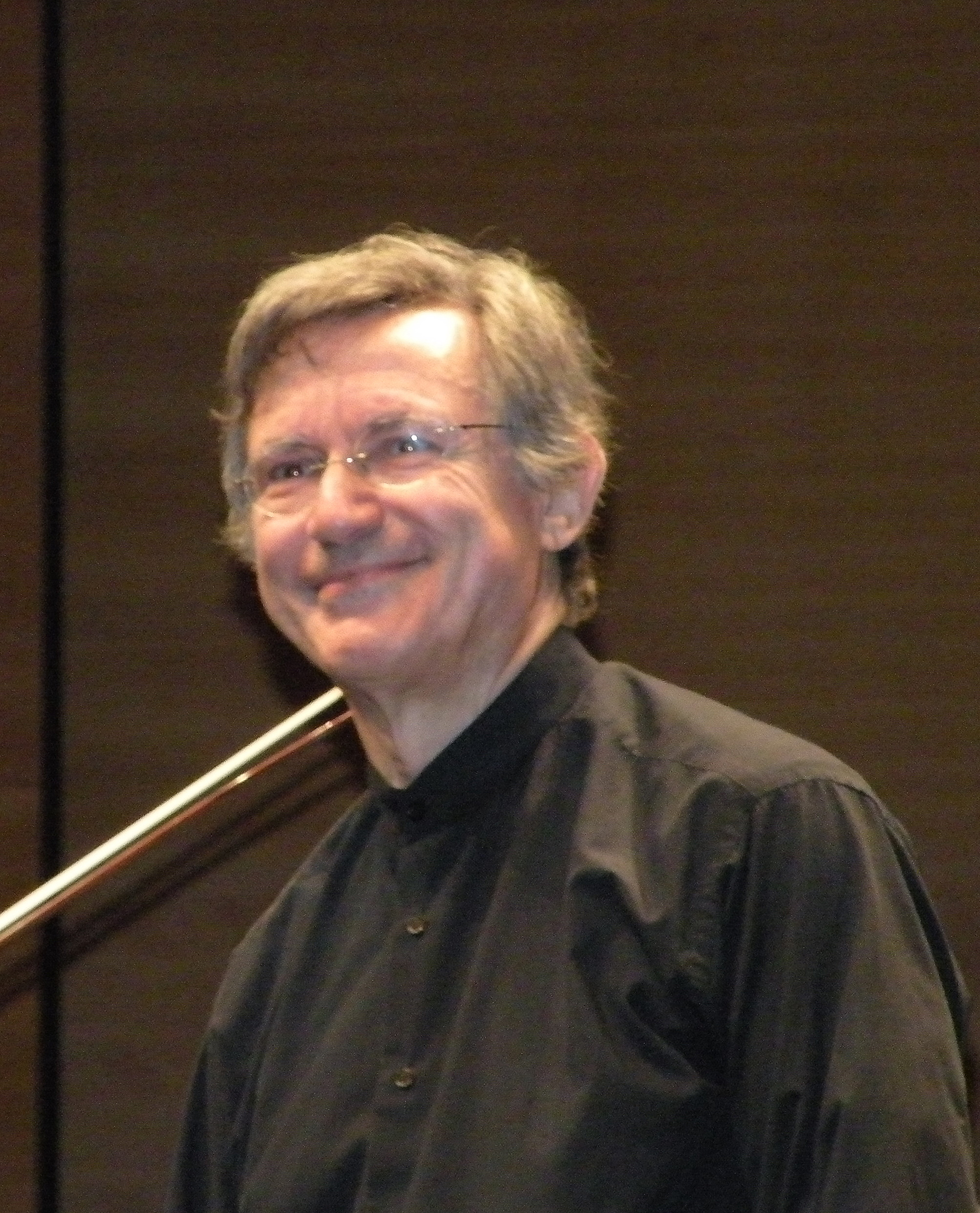
Son père, Jean-Jacques Kantorow, en 2009

La mère d'Alexandre Kantorow est violoniste et son père est un Français d'origine russe, le violoniste réputé et chef d'orchestre Jean-Jacques Kantorow, fondateur de l’Orchestre d’Auvergne,,,.

### Débuts
Sa famille quitte Clermont-Ferrand quand Alexandre a deux ans, pour s'installer en banlieue parisienne. Le jeune Alexandre commence le piano à cinq ans, inspiré par un dessin animé de Tom and Jerry (avec une des Rhapsodies hongroises de Franz Liszt),,. Enfant attiré par les sciences, Alexandre s'imagine devenir cosmonaute et joue du piano sans ambition professionnelle dans ce domaine,,. Adolescent, il fréquente le lycée Racine de Paris dans une classe aux horaires aménagés (cours seulement le matin) destinée aux élèves suivant un enseignement artistique de haut niveau, où l'ambiance le motive ; il s'y produit avec l'orchestre du lycée puis obtient son bac S à 16 ans.

#### Formation
Encore à l'école primaire, Alexandre suit des cours au Conservatoire à rayonnement régional de Cergy-Pontoise auprès de Dominique Kim. Il entre ensuite à 8 ans au Conservatoire du Xe arrondissement de Paris. Il poursuit sa formation à 11 ans auprès du pianiste Pierre-Alain Volondat puis il intègre la classe d'Igor Lazko à la Schola Cantorum de Paris à 13 ans environ, avant celles de Franck Braley et Haruko Ueda au Conservatoire national supérieur de Paris puis de la pianiste russe Rena Shereshevskaya à l'École normale de musique de Paris où il reçoit l'aide des pianos Yamaha,,. Il est également lauréat de la fondation Safran.
Il suit en outre quelques cours avec des connaissances de son père : les pianistes Jacques Rouvier, Jean-Philippe Collard, Georges Pludermacher, Théodore Paraskivesco ou encore Christian Ivaldi.
Il passe ses premiers concours et remporte des premiers prix vers 13-14 ans et en 2016, le premier prix du 30e Concours européen de Musiques d’Ensemble de la FNAPEC[Quoi ?],,.

### Concertiste
Il devient concertiste à 16 ans aux Folles Journées de Nantes et de Varsovie avec le Sinfonia Varsovia en 2013. Il donne des récitals notamment au festival Pianoscope de Beauvais de Boris Berezovsky, au festival de la Vézère (accompagné de son père), au festival Pianofolie au Touquet avec l'Orchestre à vent de Lens, au théâtre de Cornouailles en 2017, aussi avec les orchestres de Liège (Philharmonique Royal), de Picardie, de Kaunas en Lituanie, avec l'Orchestre de chambre de Bordeaux, l'Orchestre national des Pays de la Loire, l'Orchestre symphonique national à Taipei (Taïwan), l'Orchestre symphonique national de Colombie (es). Le concertiste se produit également à 17 ans à la Philharmonie de Paris avec l'Orchestre Pasdeloup dès 2015, au Concertgebouw d'Amsterdam, au Konzerthaus de Berlin, au Bozar de Bruxelles, au festival de La Roque d'Anthéron, au festival Chopin à Nohant, à Piano aux Jacobins, au festival d’Heidelberg ou encore chaque année depuis 2015 à la Fondation Louis-Vuitton, ainsi que dans d'autres villes françaises ou capitales européennes,,,,,,.
En 2015, la virtuosité de ce pianiste de 18 ans est remarquée par « Concert classique » lors de sa prestation à Lille avec l'Orchestre de Douai, qui parle l'année suivante de « splendide révélation » « aux doigts fabuleux » et titre « Un grand est né ». En 2016, le magazine américain « Fanfare » s'extasie devant ce « Liszt réincarné ».
Alexandre apprécie également le travail collaboratif que nécessite un récital de musique de chambre comme avec l'orchestre de chambre de Bordeaux ou celui donné à Sisteron avec David Petrlik,, d'autres avec Roland Pidoux, Shuichi Okada, Aurélien Pascal ou Amaury Viduvier. Il intègre d'ailleurs un trio et un quatuor (Talich).
Le 26 juillet 2024, depuis la Passerelle Léopold-Sédar-Senghor au dessus de la Seine où passent les délégations, il se produit sous une pluie battante à l'occasion de la cérémonie d'ouverture des Jeux olympiques d'été de 2024, interprétant au piano Jeux d'eau de Maurice Ravel .

### Disques et nomination
Alexandre Kantorow a réalisé cinq enregistrements à ce jour, notamment en collaboration avec son père, et est nommé pour les Victoires de la musique classique dans la catégorie Révélation soliste instrumental de l'année en 2019.
En 2020, il remporte une Victoire de la musique classique dans la catégorie Soliste instrumental.
En 2024, il est de nouveau lauréat de la Victoire de la musique classique « soliste instrumental » de l'année.

### Concours Tchaïkovski

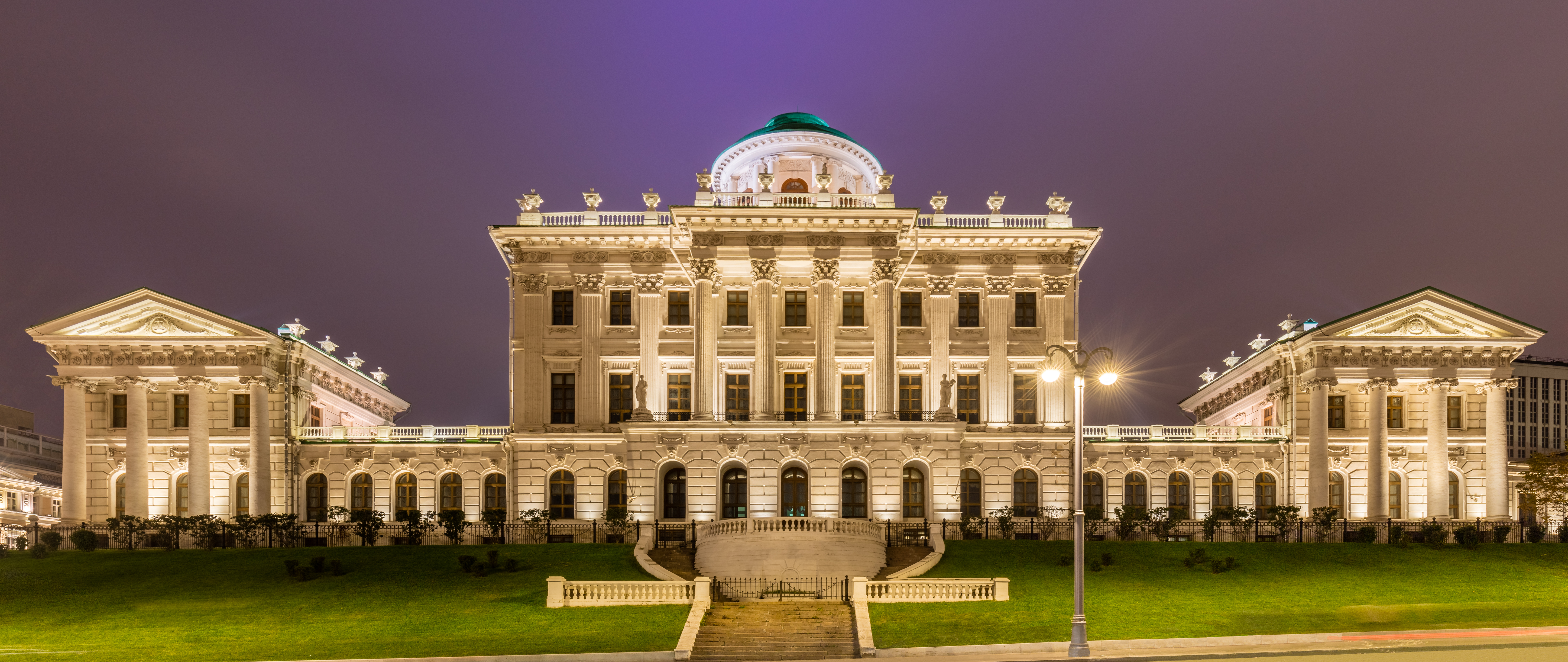
Maison Pachkov, Moscou

Le concours Tchaïkovski créé en 1958 se déroule tous les quatre ans mais c'est la première fois que, le 27 juin 2019 à la Maison Pachkov de Moscou en Russie, un Français remporte le premier prix de la plus prestigieuse des compétitions internationales pour instrumentistes qui débute le 17 juin 2019,,.
Le jury international est présidé par Denis Matsuev, lauréat russe du Premier prix en 1998, qui compte notamment à ses côtés Nelson Freire, Michel Béroff ou Boris Petrushansky (en).
Âgé de 22 ans, Alexandre y interprète le Concerto pour piano no 2 de Tchaïkovski et le Concerto pour piano no 2 de Brahms lors de la finale, accompagné par l'Orchestre symphonique de Russie Evgeny Svetlanov, dirigé par Vassili Petrenko.
Le concours est retransmis en ligne dans 190 pays et cumule 16 millions de vues ce jour-là. Le public présent ne s'y trompe pas qui le rappelle cinq fois, séduit par sa sérénité souriante et la qualité remarquable de sa prestation,.

### Goûts et activités
Alexandre Kantorow dit apprécier tous les compositeurs mais avoue un penchant pour Brahms et Saint-Saëns. Il aime également écouter du jazz et du rock.
Il pratique le tennis, la natation, est amateur de cinéma, de lecture et de jeu de poker.

## Discographie
- Sonates françaises, Camille Chevillard, Sonate op. 8 en sol mineur, Gabriel Fauré, Sonate no 1, André Gedalge, Sonate no 1, par Jean-Jacques Kantorow, violon et Alexandre Kantorow, piano. CD NoMadMusic (2014)
- Franz Liszt - Concertos pour piano nos 1 et 2, concerto « Malédiction », par Alexandre Kantorow piano, Tapiola Sinfonetta, dir. Jean-Jacques Kantorow. CD Label BIS (2014, 2017)
- À la russe, (Rachmaninov, sonate no 1, Tchaïkovski, Méditation, Passé lointain et Scherzo à la russe no 1, Stravinsky, L'Oiseau de feu, Balakirev, Islamey) par Alexandre Kantorow, piano, CD Label BIS (2017)
- Camille Saint-Saëns - Concertos pour piano nos 3, 4 et 5 « L'Égyptien », par Alexandre Kantorow piano, Tapiola Sinfonietta, dir. Jean-Jacques Kantorow, CD Label BIS (2018, 2019). Diapason d’or, Choc de Classica
- Johannes Brahms, Rhapsodie no 1, Bela Bartók, Rhapsodie, Franz Liszt, Rhapsodie no 11 11. SACD Bis 2020 ; Diapsason d'or Choc de Classica